# Deben (đơn vị)
Deben là một đơn vị đo trọng lượng Ai Cập cổ đại.

## Cổ Vương quốc Ai Cập và Vương quốc Ai Cập Trung đại

Khung cảnh chợ Old Kingdom: Hai trong số các khách hàng được nhìn thấy đang mang những chiếc hộp nhỏ trên vai, bị nghi ngờ có chứa các mảnh kim loại được sử dụng làm thanh toán

Trọng lượng đá từ Cổ Vương quốc Ai Cập đã được tìm thấy, nặng khoảng 13,6 gram. Trọng lượng tương tự từ Trung Quốc đã được phát hiện tại Lisht. Kể từ khi Vương quốc Ai Cập Trung đại, đơn vị trọng lượng cũng deben sử dụng cho kim loại, được gọi là deben đồng và deben vàng, cựu là khoảng gấp đôi nặng (c. 23,7 gram) như sau này.

## Tân Vương quốc Ai Cập
Từ Tân Vương quốc Ai Cập, một deben tương đương với khoảng 91 gram. Nó được chia thành mười kidet (alt. Kit, diều hoặc qedet), hoặc là những gì được gọi bởi nhà Ai Cập học là 'mảnh', 1/12 của một deben nặng 7,6 gram. Nó thường được sử dụng để biểu thị giá trị của hàng hóa, bằng cách so sánh giá trị của chúng với trọng lượng của kim loại, thường là bạc hoặc đồng.

## Tiền điện tử
Người ta đã suy đoán rằng các mảnh kim loại có trọng lượng của một deben được giữ trong các hộp, được đưa ra thị trường, và được sử dụng như một phương tiện trao đổi. Các nhà khảo cổ đã không thể tìm thấy bất kỳ mảnh kim loại quý nào được tiêu chuẩn hóa như vậy. Mặt khác, nó được ghi nhận rằng các cuộc tranh luận được phục vụ để so sánh các giá trị. Vào Vương triều thứ Mười Chín của Ai Cập, một cô gái nô lệ có giá bốn deben và một diều bạc đã được trả bằng nhiều loại hàng hóa khác nhau: 6 tàu đồng, 10 deben đồng, 15 bộ quần áo bằng vải lanh, vải liệm, chăn và một nồi mật ong.

## Di sản
Debens xuất hiện trong trò chơi máy tính Pharaoh dưới dạng tiền tệ của nó (dưới dạng vàng).